# Félix Gadaud
Pour les articles homonymes, voir Gadaud.
Félix Gadaud, né le 22 mars 1875 à Périgueux (Dordogne) où il est mort le 26 février 1973, est un homme politique français.

## Biographie
Fils d'Antoine Gadaud, ministre, député puis sénateur de la Dordogne et maire de Périgueux, il suit les traces de son père. Chirurgien à Périgueux, il devient conseiller général en 1913. Maire de Périgueux, il est député radical de la Dordogne de 1919 à 1929, puis sénateur de 1929 à 1940.
Le 10 juillet 1940, il vote les pleins pouvoirs au maréchal Pétain. Inéligible à la Libération, il quitte définitivement la vie politique.

## Sources
- « Félix Gadaud », dans le Dictionnaire des parlementaires français (1889-1940), sous la direction de Jean Jolly, PUF, 1960 [détail de l’édition]